# Violer er blå
Violer er blå er en dansk film fra 1975.
- Manuskript og instruktion Peter Refn.

Blandt de medvirkende kan nævnes:
- Lisbet Lundquist
- Annika Hoydal
- Lisbet Dahl
- Baard Owe
- Holger Juul Hansen
- Ulf Pilgaard
- Klaus Pagh
- Jørgen Kiil
- Claus Strandberg
- Lars Høy
- Birger Jensen
- Lone Lindorff
- Beatrice Palner